# Карія (Белмонте)
Карія (порт. Caria; МФА: [kɐ.ˈɾi.ɐ]) — парафія в Португалії, у муніципалітеті Белмонте. Розташована в східній частині країни, на теренах історичної португальської провінції Бейра. Входить до складу округу Каштелу-Бранку. За адміністративним поділом, чинним до 1976 року, терени парафії були складовою провінції Нижня Бейра. Належить до Порталегрівсько-Каштелу-Бранківської діоцезії Католицької церкви. Патрон — Діва Марія. Площа — 39,0281 км². Населення — 1921 ос. (2011). Слабо урбанізований регіон. Густота населення — 49,22 осіб/км²
. Код — 050102.

## Населення
| Кількість мешканців | Кількість мешканців | Кількість мешканців | Кількість мешканців | Кількість мешканців | Кількість мешканців | Кількість мешканців | Кількість мешканців | Кількість мешканців | Кількість мешканців | Кількість мешканців | Кількість мешканців | Кількість мешканців | Кількість мешканців | Кількість мешканців |
| ------------------- | ------------------- | ------------------- | ------------------- | ------------------- | ------------------- | ------------------- | ------------------- | ------------------- | ------------------- | ------------------- | ------------------- | ------------------- | ------------------- | ------------------- |
| 1864                | 1878                | 1890                | 1900                | 1911                | 1920                | 1930                | 1940                | 1950                | 1960                | 1970                | 1981                | 1991                | 2001                | 2011                |
| 1 704               | 1 992               | 2 149               | 2 555               | 2 672               | 2 772               | 2 918               | 3 347               | 3 455               | 3 130               | 2 142               | 2 153               | 2 126               | 2 240               | 1 921               |